# Kader Camara
Ne doit pas être confondu avec Kade Camara.
Pour les articles homonymes, voir Camara.
Abdoul Kader Camara, né le 18 mars 1982 à Conakry, est un footballeur international guinéen qui évolue au poste de milieu de terrain

## Carrière

### Débuts en Belgique
Formé au Vasco de Conakry puis à l'Atlético de Coléah, Kader Camara arrive aux Pays-Bas en 1998, à l'âge de seize ans. Il passe deux ans au centre de formation du Vitesse Arnhem puis quitte le club en 2000 pour rejoindre le KRC Harelbeke, en première division belge. Sa première saison professionnelle est difficile, il ne joue que douze rencontres et son club est relégué en Division 2 en fin de saison. Cette relégation entraîne le départ de plusieurs joueurs, ce qui permet à Kader Camara d'obtenir une place de titulaire en milieu de terrain. Il dispute 24 rencontres en championnat, toutes en intégralité. Malgré les bons résultats sportifs, des problèmes financiers empêchent le club d'obtenir sa licence pour le football rémunéré, indispensable pour rester en deuxième division. Le club est déclaré en faillite peu après et le joueur est libéré de son contrat.
Kader Camara signe en 2002 un contrat avec le Cercle de Bruges, qui évolue également en deuxième division. Il s'impose rapidement dans le onze de base de l'équipe qui remporte le titre de champion. La saison suivante, pour son retour en Division 1, il perd sa place de titulaire et obtient moins de jeu. Durant l'été, il choisit de redescendre à l'étage inférieur et s'engage avec Beringen Heusden-Zolder, tout juste relégué. Il y retrouve une place de titulaire mais les résultats du club ne sont pas à la hauteur des ambitions annoncées en début de championnat. La saison 2005-2006 est difficile, aussi bien pour le joueur, qui perd sa place dans l'équipe de base, que pour le club, englué dans des soucis financiers. Il dépose le bilan à la fin du mois de mars 2006 et cesses ses activités, les joueurs se retrouvant dès lors libres de contrat. Kader Camara reste trois mois sans jouer puis rejoint les rangs de Dessel Sport, où il joue une saison, inscrivant les deux premiers buts de sa carrière professionnelle.

### Passage en Azerbäidjan
En juillet 2007, Kader Camara part pour le championnat d'Azerbaïdjan, où il signe un contrat en faveur du FK Qabala. Il n'est pas souvent titulaire et après deux saisons, il est prêté à l'Olimpik-Shuvalan Bakou. Après six mois, il revient à Qabala, où il obtient plus de temps de jeu. Son aventure en Azerbäidjan prend fin en 2012, son contrat n'étant pas renouvelé par le club.

### Retour en Belgique
Kader Camara décide alors de rentrer en Belgique et reste plusieurs mois sans jouer. Il retrouve de l'emploi en janvier 2013 au RCS Visé, à la lutte pour son maintien en deuxième division. En fin de saison, il n'est pas conservé par le club et rejoint l'UR Namur, actif en Promotion. Il y joue vingt rencontres sur la saison et quitte le club à la fin du mois de juin 2014 pour s'engager avec le Turkania Faymonville, qui repart en troisième provinciale liégeoise après avoir été relégué de Promotion et fusionné avec un autre club de la commune.

### En équipe nationale
Kader Camara participe à la Coupe d'Afrique des nations 2004 avec l'équipe de Guinée. Lors de cette compétition, il dispute un match face au Rwanda. Il joue au total cinq rencontres avec l'équipe nationale guinéenne, inscrivant un but.

## Palmarès
- 1 fois champion de Belgique de Division 2 en 2003 avec le Cercle de Bruges.

## Statistiques
| Saison                | Club                    | Championnat           | Championnat | Championnat | Coupe(s) nationale(s) | Coupe(s) nationale(s) | Total | Total |
| Saison                | Club                    | Division              | M.          | B.          | M.                    | B.                    | M.    | B.    |
| 2000-2001             | KRC Harelbeke           | Division 1            | 12          | 0           | 1                     | 0                     | 13    | 0     |
| 2001-2002             | KRC Harelbeke           | Division 2            | 24          | 0           | 1                     | 0                     | 25    | 0     |
| 2002-2003             | Cercle Bruges KSV       | Division 2            | 30          | 0           | 2                     | 0                     | 32    | 0     |
| 2003-2004             | Cercle Bruges KSV       | Division 1            | 22          | 0           | 1                     | 0                     | 23    | 0     |
| 2004-2005             | Beringen Heusden-Zolder | Division 2            | 27          | 0           | 0                     | 0                     | 27    | 0     |
| 2005-2006             | Beringen Heusden-Zolder | Division 2            | 16          | 0           | 0                     | 0                     | 16    | 0     |
| 2006-2007             | KFC Dessel Sport        | Division 2            | 26          | 2           | 0                     | 0                     | 26    | 2     |
| 2007-2008             | FK Qabala               | Division 1            | 18          | 0           | 0                     | 0                     | 18    | 0     |
| 2008-2009             | FK Qabala               | Division 1            | 22          | 1           | 0                     | 0                     | 22    | 1     |
| 2009-2010             | Olimpik-Shuvalan Bakou  | Division 1            | 14          | 0           | 0                     | 0                     | 14    | 0     |
| 2009-2010             | FK Qabala               | Division 1            | 13          | 0           | 0                     | 0                     | 13    | 0     |
| 2010-2011             | FK Qabala               | Division 1            | 25          | 0           | 0                     | 0                     | 25    | 0     |
| 2011-2012             | FK Qabala               | Division 1            | 10          | 0           | 0                     | 0                     | 10    | 0     |
| 2012-2013             | RCS Visé                | Division 2            | 10          | 0           | 0                     | 0                     | 10    | 0     |
| 2013-2014             | UR Namur                | Promotion             | 20          | 2           | 0                     | 0                     | 20    | 2     |
| Total sur la carrière | Total sur la carrière   | Total sur la carrière | 289         | 5           | 5                     | 0                     | 294   | 5     |